# Paw Henriksen
Paw Henriksen, född 3 april 1975 är en dansk skådespelare.
Henriksen gick ut från Statens Teaterskole 2000. Han fick sitt genombrott i TV-serien Hotellet, där han spelade Nikolaj Faber. Han har också medverkat i bland annat TV-serierna Anna Pihl, Krönikan  och Bron.